# تريفور هوارد هيل
تريفور هوارد هيل (١٧ أكتوبر ١٩٣٣ - ١ يونيو ٢٠١١) عالماً في الأدب الإنجليزي ولد في نيوزلندا.  واعُتبر شخصية بارزة في مجال الببليوغرافيا وتاريخ الكتاب ويعتبر صوت مهماً في المناقشات المتعلقة في نظرية التحرير.
اشتهر هوارد هيل في عملين مرجعيين رئيسيين، فهرس الببليوغرافيا الأدبية البريطانية، مشروع ابتكره هوارد هيل في أوائل الستينيات، نُشر في أحد عشرَ مجلداً على مدى ثلاثة عقود، من ١٩٦٩ إلى ٢٠٠٩. من أوائل المؤيدين لمجال الحوسبة الأدبية، كما أصدر مواثيق أكسفورد شكسبير المؤلفة من ٣٧ مجلداً،  ونشر في فترة ١٩٦٩ ل ١٩٧٣ .ضمن منحة شكسبير الدراسية، عُرف هوارد هيل بعمله في أعمال رالف كرين، كاتب مسرحي كتب العديد من المخطوطات الباقية من مسرحيات شكسبير[3] .
بعد حصوله على الدكتوراه، في جامعة فيكتوريا (ويلينجتون) في نيوزيلندا، عمل رئيسًا للفهرسة في مكتبة ألكسندر تورنبول. ثم انتقل إلى بريطانيا وأصبح باحثًا في جامعة أكسفورد من عام ١٩٦٥ إلى عام ١٩٧٠. في عام ١٩٧٢، انضم إلى هيئة التدريس في جامعة ساوث كارولاينا، ضل يعمل حتى تقاعده في عام ١٩٩٩، وحصل على زمالة غوغنهايم في عام ١٩٨٩ في مجال الببليوغرافيا.[4]بعد تقاعده، استمر في العمل كمحرر لصحف جمعية الببليوغرافيا الأمريكية، التي بدأ العمل بها في عام ١٩٩٤.